# 太空使命
《太空使命》是一部美國硬科幻架空歷史網路迷你劇集，由羅納德·D·摩爾、麥特·沃珀特（Matt Wolpert）和班·納帝維（Ben Nedivi）創作，並為 Apple TV+ 製作。該劇戲劇性地講述了一段架空歷史，描繪了蘇聯領先於美國成功首次載人登陸月球後“如果全球太空競賽從未結束，將會發生什麼”。標題的靈感來自阿波羅11號船員留在月球上的登月纪念牌，上面寫著“我們帶著和平為了全人類而來”(We Came in Peace for All Mankind)。
劇集2019年11月1日在蘋果公司的線上串流媒體平台Apple TV+首播。第二季於2021年2月19日播出、第三季於2022年6月10日播出、第四季於2023年11月10日播出。2024年4月，該劇續訂第五季，並宣布正在開發名為《星城》的衍生劇，聚焦蘇聯太空計畫。

## 概要
劇集描繪一段架空歷史故事，如果蘇聯先於美國實現登月，太空競賽仍然持續下去人類會怎樣？

## 前提
在另一個時間線 1969 年，蘇聯太空人阿列克謝·列昂諾夫成為第一個登陸月球的人類。這項結果打擊了美國太空總署的士氣，但也促使美國奮起直追。由於蘇聯透過在隨後的著陸中納入一名女性來強調多樣性，美國被迫跟上步伐，培訓在美國太空探索的最初幾十年中基本上被排除在外的女性和少數族裔。隨後的每一季都發生在10年後，第二季發生在1980年代，第三季發生在1990年代，第四季發生在 2000年代。
羅納德·D·摩爾解釋了歷史現實與該系列有何不同：“謝爾蓋·科羅廖夫是蘇聯太空計劃之父；在我們的現實中，他在莫斯科的一次手术中去世（1966年）……在那之後，他們的登月計劃真的從來沒有整合在一起……我們创作的分流點是科羅廖夫還活著，……他讓他們的登月計劃得以實現。”

## 演員與角色

### 主要角色
- 喬爾·金納曼 飾演 愛德華·鲍德溫（Edward Baldwin）
- 麥可·多曼（英语：Michael Dorman） 飾演 戈多·史蒂文斯（Gordo Stevens）
- 瑞安·施密特 飾演 瑪格·麥迪森（Margo Madison）
- 莎拉·瓊斯 飾演 翠西·史蒂文斯（Tracy Stevens）
- 仙朵·范桑頓 飾演 凱倫·鲍德溫（Karen Baldwin）
- 喬迪·巴爾弗（英语：Jodi Balfour） 飾演 艾倫·韋弗利（Ellen Waverly）
- 埃迪·加特吉 飾演 德夫·阿耶萨 (Dev Ayesa)

### 由演員飾演的真實歷史人物
- 克里斯·阿戈斯（Chris Agos） 飾演 伯茲·艾德林（Buzz Aldrin）
- 馬特·巴塔利亞（英语：Matt Battaglia） 飾演 約翰·赫雪爾·葛倫（John Glenn）
- 克里斯·鮑爾 飾演 狄克·史萊頓（Deke Slayton）
- 傑夫·布蘭森（英语：Jeff Branson） 飾演 尼爾·阿姆斯壯（Neil Armstrong）
- 丹·多諾休（Dan Donohue） 飾演 托馬斯·O·潘恩（英语：Thomas O. Paine）
- 科魯姆·費奧瑞 飾演 華納·馮·布朗（Wernher von Braun）
- 瑞安·肯尼迪（Ryan Kennedy） 飾演 麥可·柯林斯（Michael Collins）
- 埃瑞克·拉汀 飾演 吉恩·克蘭茲（英语：Gene Kranz）
- 史蒂文·普里查德（Steven Pritchard） 飾演 皮特·康拉德（Pete Conrad）
- 麗貝卡·威索基（英语：Rebecca Wisocky） 飾演 瑪吉·斯雷頓（Marge Slayton）
- 索爾·魯比內克（英语：Saul Rubinek） 飾演 查爾斯·桑德曼（英语：Charles Sandman）

### 常設角色
- 阿圖羅·德爾·普埃爾托（英语：Arturo Del Puerto） 飾演 奧克塔維奧·羅薩萊斯（Octavio Rosales）

## 集數
| 季數 | 集数 | 集数 | 上線日期       | 上線日期       |
| 季數 | 集数 | 集数 | 首映           | 季终           |
| ---- | ---- | ---- | -------------- | -------------- |
| 1    | 10   | 10   | 2019年11月1日  | 2019年12月20日 |
| 2    | 10   | 10   | 2021年2月19日  | 2021年4月23日  |
| 3    | 10   | 10   | 2022年6月10日  | 2022年8月12日  |
| 4    | 10   | 10   | 2023年11月10日 | 2024年1月12日  |

### 第1季（2019年）
| 總集數 | 集數 | 標題 | 譯名         | 導演                   | 編劇                                                                      | 上線日期       |
| ------ | ---- | ---- | ------------ | ---------------------- | ------------------------------------------------------------------------- | -------------- |
| 1      | 1    |      |              | 塞斯·戈登              | 劇本創作 ：羅納德·D·摩爾和馬特·沃珀特＆班·納帝維 故事構思 ：羅納德·D·摩爾 | 2019年11月1日  |
| 2      | 2    |      | 他建造了農神五號 | 塞斯·戈登              | 馬特·沃珀特＆班·納帝維                                                    | 2019年11月1日  |
| 3      | 3    |      | 的女人們     | 艾倫·庫爾特            | 妮可·比蒂                                                                 | 2019年11月1日  |
| 4      | 4    |      |              | 艾倫·庫爾特            | 納倫·香卡                                                                 | 2019年11月8日  |
| 5      | 5    |      | 勇闯深渊     | 塞尔吉奥·米米卡-格扎恩 | 戴维·韦德尔＆布拉德利·汤普森                                              | 2019年11月15日 |
| 6      | 6    |      | 重返家园     | 塞尔吉奥·米米卡-格扎恩 | 斯蒂芬妮·香农                                                             | 2019年11月22日 |
| 7      | 7    |      | 嗨！鮑勃     | 蜜拉·梅農              | 羅納德·D·摩爾                                                             | 2019年11月28日 |
| 8      | 8    |      | 決裂         | 蜜拉·梅農              | 妮可·比蒂                                                                 | 2019年12月6日  |
| 9      | 9    |      | 折翼         | 約翰·達爾              | 戴维·韦德尔＆布拉德利·汤普森                                              | 2019年12月13日 |
| 10     | 10   |      | 山巔之城     | 約翰·達爾              | 馬特·沃珀特＆班·納帝維                                                    | 2019年12月20日 |

### 第2季（2021年）
| 總集數                                                                                   | 集數 | 標題 | 譯名       | 導演                   | 編劇                           | 上線日期      |
| ---------------------------------------------------------------------------------------- | ---- | ---- | ---------- | ---------------------- | ------------------------------ | ------------- |
| 11                                                                                       | 1    |      | 每一件小事 | 邁克爾·莫里斯          | 羅納德·D·摩爾                  | 2021年2月19日 |
| 經過近十年的發展,科技和月球探勘工作突飛猛進,但一場太陽風暴使占士鎮的太空人命悬一線。     |      |      |            |                        |                                |               |
| 12                                                                                       | 2    |      | 滴血的邊緣 | 邁克爾·莫里斯          | 馬特·沃珀特＆班·納帝維         | 2021年2月26日 |
| 瑪歌必須指揮一項似乎不可能的任務。丹妮爾想重返月球。哥頓為地球上的生活而掙扎。           |      |      |            |                        |                                |               |
| 13                                                                                       | 3    |      | 交戰規則   | 安德魯·史坦頓          | 斯蒂芬妮·香農                  | 2021年3月5日  |
| 因為月球上的一宗衝突,太空總署官員考慮為太 空人添置武器。愛德華想起舊事,深受困擾。        |      |      |            |                        |                                |               |
| 14                                                                                       | 4    |      | 開路者號   | 安德魯·史坦頓          | 戴維·韋德爾＆布拉德利·湯普森   | 2021年3月12日 |
| 在茉莉的一點幫助下,愛德華計劃在事業上尋求改變,而舊時在占士鎮的拍檔哥頓和丹妮爾遇上難題。 |      |      |            |                        |                                |               |
| 15                                                                                       | 5    |      | 重量       | 蜜拉·梅農              | 妮可·比蒂 & 喬·蒙諾斯琪        | 2021年3月19日 |
| 愛德華在太空總署的魯莽行為,導致保雲家大亂。翠絲嘗試重新適應在太空的生活。                |      |      |            |                        |                                |               |
| 16                                                                                       | 6    |      | 最佳計劃   | 蜜拉·梅農              | 喬·蒙諾斯琪                    | 2021年3月26日 |
| 美國太空人與太空總署領導層計劃與意想不到的夥伴合力執行新任務。艾倫重遇一位故友。         |      |      |            |                        |                                |               |
| 17                                                                                       | 7    |      | 別狠心     | 鄧尼·戈登              | 妮可·比蒂                      | 2021年4月2日  |
| 艾倫在新職位上面臨挑戰,瑪歌的忠誠遇上考驗,嘉倫在個人和工作上都在發掘新可能性。           |      |      |            |                        |                                |               |
| 18                                                                                       | 8    |      | 獻給你     | 鄧尼·戈登              | 羅納德·D·摩爾                  | 2021年4月9日  |
| 哥頓重返月球,茉莉面對令人傷感的新現實,阿莱伊達初次在工作上受到重挫。                     |      |      |            |                        |                                |               |
| 19                                                                                       | 9    |      | 分流       | 塞尔吉奥·米米卡-格扎恩 | 布拉德利·汤普森 & David Weddle | 2021年4月16日 |
| 今季最終回,多項任務陷入困局,美國與蘇聯之間的緊張關係在月球上達到臨界點。                 |      |      |            |                        |                                |               |
| 20                                                                                       | 10   |      | 一片灰     | 塞尔吉奥·米米卡-格扎恩 | 馬特·沃珀特＆班·納帝維         | 2021年4月23日 |

## 製作

### 開發
製作人羅納德·D·摩爾表示，劇集中的故事源自他與NASA宇航員加勒特·賴斯曼一次會餐，他們討論了如果蘇聯先於美國登陸月球之後的歷史會怎樣。2017年12月15日，蘋果公司宣佈整季預訂該劇集，由羅納德·D·摩爾負責開發，摩爾與麥特·沃伯特（Matt Wolpert）、班·納帝維（Ben Nedivi）和瑪麗·戴維斯（Maril Davis）共同擔當執行監製。製作公司包括Tall Ship Productions和索尼影視電視。2018年10月5日，蘋果公司公佈劇集正式名稱為《太空使命》（For All Mankind）。
2019年10月15日，報道稱蘋果在劇集首播前預訂第二季。

### 選角
2018年8月，喬爾·金納曼、麥可·多曼、莎拉·瓊斯、仙朵·范桑頓和瑞安·施密特加入劇組，出演主要角色。埃瑞克·拉汀、阿圖羅·德爾·普埃爾托和麗貝卡·威索基出演常設角色。10月5日，喬迪·巴爾弗加入劇組。

### 拍攝
劇集的主體拍攝於2018年8月在加利福尼亞州洛杉磯開機。2019年3月，《紐約時報》稱劇集已經殺青。

## 音樂
傑夫·魯索為劇集作曲，第一季的音樂原聲帶數位版於2020年1月10日在iTunes上發行。
| 曲序     | 曲目     | 时长  |
| -------- | -------- | ----- |
| 1.       |          | 1:20  |
| 2.       |          | 4:02  |
| 3.       |          | 6:11  |
| 4.       |          | 0:39  |
| 5.       |          | 2:39  |
| 6.       |          | 2:24  |
| 7.       |          | 1:30  |
| 8.       |          | 1:26  |
| 9.       |          | 2:32  |
| 10.      |          | 3:42  |
| 11.      |          | 3:08  |
| 12.      |          | 7:41  |
| 13.      |          | 2:30  |
| 14.      |          | 3:08  |
| 15.      |          | 10:43 |
| 16.      |          | 3:01  |
| 17.      |          | 3:02  |
| 18.      |          | 1:49  |
| 19.      |          | 4:01  |
| 20.      |          | 2:29  |
| 21.      |          | 2:19  |
| 22.      |          | 1:30  |
| 23.      |          | 1:39  |
| 24.      |          | 1:02  |
| 25.      |          | 3:28  |
| 26.      |          | 3:04  |
| 总时长： | 总时长： | 80:59 |

## 宣傳與發行
《太空使命》第一季於2019年11月1日在Apple TV+首播，共10集，每週發佈至2019年12月20日。第二季於2021年2月19日首播。第三季於 2022年6月10日首播，共10集，每週發布至2022年8月12日。第四季於2023年11月10日首播，共10集，每週發佈至2024年1月12日。

### 行銷
2021年2月11日，在第二季首播之前，蘋果公司在App Store上發布了一款擴增實境iOS應用程序，名為《For All Mankind: Time Capsule》。該應用程式引導用戶穿越第一季和第二季之間長達十年的間隙，展示宇航員戈多和特雷西·史蒂文斯以及他們的兒子丹尼·史蒂文斯之間的關係。在第73屆黃金時段創意藝術艾美獎上 (73rd Primetime Creative Arts Emmy Awards)，《For All Mankind: Time Capsule》榮獲互動節目傑出創新獎。
對於第二季，蘋果公司發布了一個名為“太空使命：官方播客”的播客，該播客與At Will Media 合作製作，從2021年2月19日開始每兩週發布一次。妮爾·普爾(Danielle Poole) 的克里斯·馬歇爾(Krys Marshall) 主持，並擔任幕後主播。
在第三季中，蘋果公司發布了一個名為《太空使命背後的科學》的配套視頻系列，該視頻系列與第三季的相應劇集有關。 該節目由飾演瑪戈·麥迪遜的雷恩·施密特(Wrenn Schmidt)主持，由她解釋和分析該系列節目中展示的科學主題。

## 迴響

### 評價
《太空使命》獲得一般好評。在影視匯總點評網站爛番茄上，劇集獲得73%的新鮮度，6.91/10分（50位劇評人）。《太空使命》在Metacritic網站上獲得了「普遍好評」，67/100分（12位劇評人）。

## 資料來源
1. 1 2 3  Andreeva, Nellie. . Deadline Hollywood. December 15, 2017  [February 18, 2018]. （原始内容存档于August 17, 2020）.
2. ↑  Stefansky, Emma. . Thrillist. November 1, 2019  [September 27, 2022]. （原始内容存档于September 27, 2022）.
3. ↑  Miller, Liz Shannon. . Collider. April 23, 2021  [August 22, 2021]. （原始内容存档于April 24, 2021）.
4. ↑  . Apple TV+.   [2019年11月1日]. （原始内容存档于2019-11-03） （中文（香港））.
5. ↑  . Apple TV+.   [2019年11月1日]. （原始内容存档于2019-11-03） （中文（臺灣））.
6. 1 2  Caruso, Nick. . TVLine. 2020-11-19  [2020-11-20]. （原始内容存档于2021-01-01） （美国英语）.
7. ↑  Radish, Christina. . Collider. 2019-07-15  [2019-09-11]. （原始内容存档于2019-07-22） （美国英语）.
8. ↑  Roots, Kimberly. . TVLine. 2017-12-15  [2019-09-11]. （原始内容存档于2020-09-02） （美国英语）.
9. ↑  Barsanti, Sam. . The A.V. Club. 2017-12-17  [2019-09-11]. （原始内容存档于2019-11-18） （美国英语）.
10. ↑  Marnell, Blair. . Nerdist Industries. 2017-12-17  [2019-09-11]. （原始内容存档于2018-02-18） （美国英语）.
11. ↑  Morris, David Z. . Fortune. 2017-12-17  [2019-09-11]. （原始内容存档于2019-11-02） （美国英语）.
12. ↑  Oller, Jacob. . Syfy Wire. 2017-12-17  [2019-09-11]. （原始内容存档于2019-09-26） （美国英语）.
13. ↑  Otterson, Joe. . Variety. 2017-12-17  [2019-09-11]. （原始内容存档于2020-02-22） （美国英语）.
14. ↑  O'Connell, Michael. . The Hollywood Reporter. 2017-12-17  [2019-09-11]. （原始内容存档于2020-09-02） （美国英语）.
15. 1 2  Petski, Denise. . Deadline Hollywood. 2019-09-11  [2018-10-05]. （原始内容存档于2019-12-19） （美国英语）.
16. ↑  Andreeva, Nellie. . Deadline. 2019-10-15  [2019-10-18]. （原始内容存档于2020-08-30） （美国英语）.
17. ↑  Andreeva, Nellie. . Deadline Hollywood. 2018-08-14  [2018-08-14]. （原始内容存档于2020-09-02） （美国英语）.
18. ↑  Porter, Rick. . The Hollywood Reporter. 2018-08-30  [2018-08-30]. （原始内容存档于2019-09-03） （美国英语）.
19. ↑  Petski, Denise. . Deadline Hollywood. 2018-08-30  [2018-08-30]. （原始内容存档于2020-03-18） （美国英语）.
20. ↑  . Production List | Film & Television Industry Alliance. 2018-08-13  [2018-12-02]. （原始内容存档于2018-12-02） （美国英语）.
21. ↑  Koblin, John. . The New York Times. 2019-03-17  [2019-03-24]. ISSN 0362-4331. （原始内容存档于2020-08-25） （美国英语）.
22. ↑  .   [2020-08-27]. （原始内容存档于2021-06-18） （美国英语）.
23. ↑  King, Jack. . Collider. April 11, 2022  [April 11, 2022]. （原始内容存档于April 11, 2022）.
24. ↑  Ha, Anthony. . TechCrunch. February 11, 2021  [February 11, 2021]. （原始内容存档于February 11, 2021）.
25. ↑  Hill, Libby. . IndieWire. August 25, 2021  [August 25, 2021]. （原始内容存档于August 25, 2021）.
26. ↑  Voorhees, John. . MacStories. February 15, 2021  [February 15, 2021]. （原始内容存档于February 16, 2021）.
27. ↑  . 爛番茄.   [2020-08-10]. （原始内容存档于2020-08-10） （美国英语）.
28. ↑  . Metacritic.   [2019-10-30]. （原始内容存档于2020-03-09） （美国英语）.

## 外部連結
- 互联网电影数据库（IMDb）上《太空使命》的资料（英文）